# William Thompson (remer)
William Thompson   (Napa, 19 de juliol de 1908 - Los Angeles, 8 de febrer de 1956) fou un remer estatunidenc que va competir durant la dècada de 1920.
El 1928 va prendre part en els Jocs Olímpics d'Amsterdam, on disputà la prova del vuit amb timoner del programa de rem, en què guanyà la medalla d'or.